# جون روذرفورد (لاعب كريكت)
جون روذرفورد (3 سبتمبر 1935 في المملكة المتحدة - 25 ديسمبر 2013) (بالإنجليزية: John Rutherford)‏ هو لاعب كريكت بريطاني.

## وصلات خارجية
- جون روذرفورد على موقع إي آس بي آن كريك إنفو (الإنجليزية)